# هوهانس پیلویان
هوهانس آرسنی پیلویان (ارمنی: Հովհաննես Արսենի Փիլոյան؛ زاده ۱۹۲۴ - ) نقاش اهل ارمنستان است.

## زندگی‌نامه
وی در ۱۹۲۴ در ایروان در به دنیا آمد و از کالج دولتی هنرهای زیبای پانوس ترلمزیان (۱۹۵۲) و انستیتو دولتی هنری و نمایشی ایروان (۱۹۵۸) فارغ‌التحصیل گشت.  وی عضو اتحادیه نقاشان ارمنستان است. وی همچنین برنده جوایزی همچون آموزگار شایسته جمهوری ارمنستان و نقاش شایسته جمهوری ارمنستان شد.